# Северна Европа
Северна Европа е регион, намиращ се в северната част на континента Европа. Този регион е определен по различен начин в различни периоди, но днес се счита, че включва: скандинавските страни Дания, Финландия, Исландия, Норвегия и Швеция, както и Нидерландия, Фарьорските острови и понякога Карелия, Колски полуостров и Свалбард.
Макар политически и исторически да са близко до Северна Европа Гренландия въпреки това географски е по-близка до континента Северна Америка. Покрай това заедно с някои от по-долу изброените варира определянето за региона: Прибалтийските републики:
- Естония, Латвия и Литва
- Британските острови: Остров Великобритания, Нормандски острови, Остров Ман (виж също и Западна Европа), Ирландия
- Гранични зони или в близост до Балтийско море и Северно море т.е. Северозападна Русия (включително Калининград), Северна Полша, Северна Германия, Холандия, Белгия, Люксембург и френския регион Север-Па дьо Кале.
- Понякога и Ленинградска област, Република Карелия и Мурманска област (виж също и Източна Европа)

## История
Преди 19 век терминът „Северен“ е бил обикновено със значение Северна Европа в смисъл, че включва скандинавсите страни, Европейска Русия, Прибалтийските републики (в това време Лифландия и Курландия) и Гренландия.
В ранната ера когато Европа била доминирана от Средиземноморския регион (т.е. Римската империя) всичко, което не е близо до това море е било Северна Европа включително Германия, Ниската земя (виж Холандия) и Австрия. Това значение е все още употребявано и днес в някой контекст като дискусията за Северния ренесанс.

## Географско разположение
Северна Европа заема главно териториите на Скандинавския полуостров. Поради това те често са наричани Скандинавия. Той обхваща най-северните части на Европа. Според скандинавските термини държавите в Северна Европа се наричат скандинавски държави. Това важи особено за Норвегия и Швеция, но поради социалните и културни прилики тази група включва Финландия, както и Дания и Исландия, които са отделени от полуострова. Поради излаза на Атлантическия океан и дълбоко разположеното Балтийско море, Северна Европа има много благоприятно географско положение: има многобройни комуникации с държавите от Западна, Централна и Източна Европа, както и Северна Америка и Арктика. Позицията му е специфична в много отношения. Северна Европа има значително по-хладен климат в сравнение с други части на Европа. Поради по-дълготрайните ефекти на заледяването релефът е по-конкретно оформен с различни ледникови типове релеф. Особено важни за географското положение са потоците Ересунд, Голем и Мал Белт, Скагеррак и Категат, през които Атлантическият океан навлиза в Балтийско море. През него и през плаващите реки в Централна и Източна Европа Скандинавия се свързва с Вътрешния континент.

## Държави
Обединените нации определят Северна Европа като:
| Страна                           | Площ        | Население | Гъст. на нас. | Столица          |
| -------------------------------- | ----------- | --------- | ------------- | ---------------- |
| Оландски острови (Финландия)     | 1552 km²    | 26 008    | 16,8          | Мариехамн        |
| Дания                            | 43 094 km²  | 5 470 919 | 124,6         | Копенхаген       |
| Естония                          | 45 226 km²  | 1 342 409 | 31,3          | Талин            |
| Фарьорски острови (Дания)        | 1399 km²    | 48 500    | 32,9          | Торсхавн         |
| Финландия                        | 336 593 km² | 5 301 992 | 15,3          | Хелзинки         |
| Гърнзи                           | 78 km²      | 65 573    | 828,0         | Сейнт Питър Порт |
| Исландия                         | 103 000 km² | 312 872   | 2,7           | Рейкявик         |
| Република Ирландия               | 70 280 km²  | 4 339 000 | 60,3          | Дъблин           |
| Остров Ман                       | 572 km²     | 80 058    | 129,1         | Дъглас           |
| Джърси                           | 116 km²     | 95 871    | 773,9         | Сейнт Хелиър     |
| Латвия                           | 64 589 km²  | 2 366 515 | 36,6          | Рига             |
| Литва                            | 65 200 km²  | 3 601 138 | 55,2          | Вилнюс           |
| Норвегия                         | 324 220 km² | 4 525 116 | 14,0          | Осло             |
| Шпицберген и Ян Майен (Норвегия) | 62 049 km²  | 2868      | 0,046         | Лонгъир          |
| Швеция                           | 449 964 km² | 9 142 817 | 19,7          | Стокхолм         |